# Torpa församling, Linköpings stift
Torpa församling var en församling i Linköpings stift inom Svenska kyrkan i Ydre kommun i Östergötlands län. Församlingen uppgick 2009 i Norra Ydre församling.
Församlingskyrka var Torpa kyrka.

## Administrativ historik
Församlingen har medeltida ursprung. Ur församlingen utbröts 1 maj 1880 delar för att bilda Blåviks församling.
Församlingen utgjorde till 1938 ett eget pastorat för att därefter vara annexförsamling i pastoratet Asby och Torpa som sedan 1962 utökades med Norra Vi församling. Församlingen uppgick 2009 i Norra Ydre församling.
Församlingskod var 051201.

## Kyrkoherdar
Lista över kyrkoherdar.
| Ämbetstid | Namn                            | Levnadstid | Övrigt                         |
| --------- | ------------------------------- | ---------- | ------------------------------ |
| 1341      | Birgillus                       |            |                                |
| 1345      | Petrus                          |            |                                |
| 1383-1401 | Holmsten                        |            |                                |
| 1406-1410 | Eliff                           |            |                                |
| 1432-1441 | Philippus Johannis              |            |                                |
| 1448      | Marthin                         |            |                                |
| 1493      | Jon                             |            |                                |
| 1515-1524 | Rabaldus Johannis Sudercopensis |            |                                |
| 1537-1540 | Johannes Svenonis               |            | Avsatt 1540.                   |
| 1540-1556 | Bartoldus                       |            | Kyrkoherde och kontraktsprost. |
| 1558      | Haquinus Erici                  | -1558      |                                |
| 1559–1599 | Nicolaus Jonae                  | –1599      |                                |
| 1600–1601 | Jonas Nicolai Torpadius         | 1560–1601  |                                |
| 1602–1631 | Stephanus Haquini               | –1631      | Kyrkoherde och kontraktsprost. |
| 1633–1663 | Zacharias Jonæ Torpadius        | 1597–1663  |                                |
| 1664–1670 | Jonas Zachariæ Torpadius        | 1624–1670  |                                |
| 1672–1684 | Israel Zachariæ Torpadius       | 1638–1684  |                                |
| 1686–1687 | Nicolaus Petri Reftelius        | 1654–1687  |                                |
| 1688–1696 | Bartholdus Laurentii Kuuse      | 1654–1696  |                                |
| 1697–1700 | Ericus Petri Hahl               | 1651–1700  |                                |
| 1702–1726 | Petrus Petri Loefgreen          | 1666–1726  |                                |
| 1727–1744 | David Wettrenius                | 1688–1744  |                                |
| 1744–1764 | Isak Runberg                    | 1699–1764  |                                |
| 1766–1781 | Knut Beckstrand                 | 1704–1781  |                                |
| 1783–1797 | Magnus Constans Pontin          | 1726–1797  |                                |
| 1797–1825 | Per David Pontin                | 1761–1825  |                                |
| 1827–1845 | Lars Magnus Holmberger          | 1790–1845  |                                |
| 1846–1870 | Johan Fredrik Loenbom           | 1807–1870  |                                |
| 1870–1891 | Per Oliver Hjorton              | 1818–1891  | Kyrkoherde och kontraktsprost. |
| 1891-1936 | Viktor Villner                  | 1849-1936  | Kyrkoherde och kontraktsprost. |
| 1938–1939 | Bo Giertz                       |            | Tillförordnad kyrkoherde       |

## Organister
| Verksam   | Namn                 | Levnadstid | Övrigt                |
| --------- | -------------------- | ---------- | --------------------- |
| 1704      | Bengt                |            | Klockare              |
| 1727–1741 | Pehr                 |            | Organist              |
| 1745–1746 | Jonas Åhström        |            | Organist              |
| 1734–1754 | Amund Ingesson       | 1706–1753  | Klockare              |
| 1748–1771 | Anders Sellin        | 1730–      | Organist och klockare |
| 1772–1808 | Jonas Bergquist      | 1745–      | Organist och klockare |
| 1815–1860 | E. M. Bergquist      | 1788–      | Organist och klockare |
| 1682–1704 | Nils (Nines) Jönsson |            | Organist              |
| 1691      | Pehr                 |            | Klockare              |
| 1708–1715 | Lars Ersson          |            | Klockare              |
| 1714      | Jonas Persson        |            | Organist              |